# 勒维特环形山

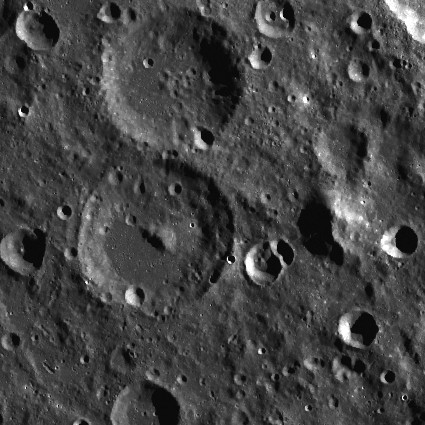
月球勘测轨道飞行器拍摄，图中是勒维特环形山，上方为卫星坑勒维特 Z。

勒维特环形山（Leavitt）是位于月球背面南半球一座古老的大撞击坑，约形成于39.2-38.5亿年前的酒海纪，其名称取自十九世纪美国失聪的女天文学家亨丽爱塔·斯万·勒维特（1868年-1921年），1970年被国际天文学联合会批准接受。

## 描述
该陨坑北侧几乎与直径63.6公里的卫星坑勒维特 Z相接壤，西南偏西靠近已磨损的格里索姆环形山、西北与巨大的环壁平原-阿波罗环形山以及它内部的劳·克拉克陨石坑、乔娜陨石坑、大卫·布朗陨石坑及麦库尔陨石坑相毗邻，较大的安德斯陨石坑位于它的西北、而东北和南面则分别坐落了布丰环形山及里德尔陨石坑。其中心月面坐标为44°52′S 139°53′W / 44.86°S 139.89°W，直径69.31公里，深度约2.75公里。
勒维特环形山外观轮廓大致圆状，受侵蚀程度一般，除东侧外，其它部分边缘较为清晰。陨坑内侧坡壁宽厚不等，其中东侧和北侧最宽坦，其它部分内壁上则显示有一些阶地状残迹。勒维特环形山坑壁最大高出周边地形1280米，内部容积约4254立方千米。坑底南部相对平坦，而北部较为崎岖，沿北侧坑底散布有一系列的小撞击坑，但最大的一座嵌入在南侧内壁上，靠近东侧内壁底分布有一处中间坐落了一座小撞击坑的高反照率区；中心点附近延伸着一道由斜长岩和含85-90%斜长石的辉长-苏长-橄长斜长岩（GNTA1）以及含80-85%斜长石的辉长-苏长-橄长斜长岩（GNTA2）构成的楔形状低矮山脊。
该陨坑名称是主要为纪念对天文事业作出了重大贡献的哈佛大学女天文学家-亨丽爱塔·斯万·勒维特女士，在她以10.5美元/周担任哈佛大学天文台助理期间所提出的理论，对测定宇宙大小及促进现代天文学发展起到了关键作用。

## 卫星陨石坑
按惯例，最靠近勒维特环形山的卫星坑将在月图上以字母标注在它的中心点旁边。

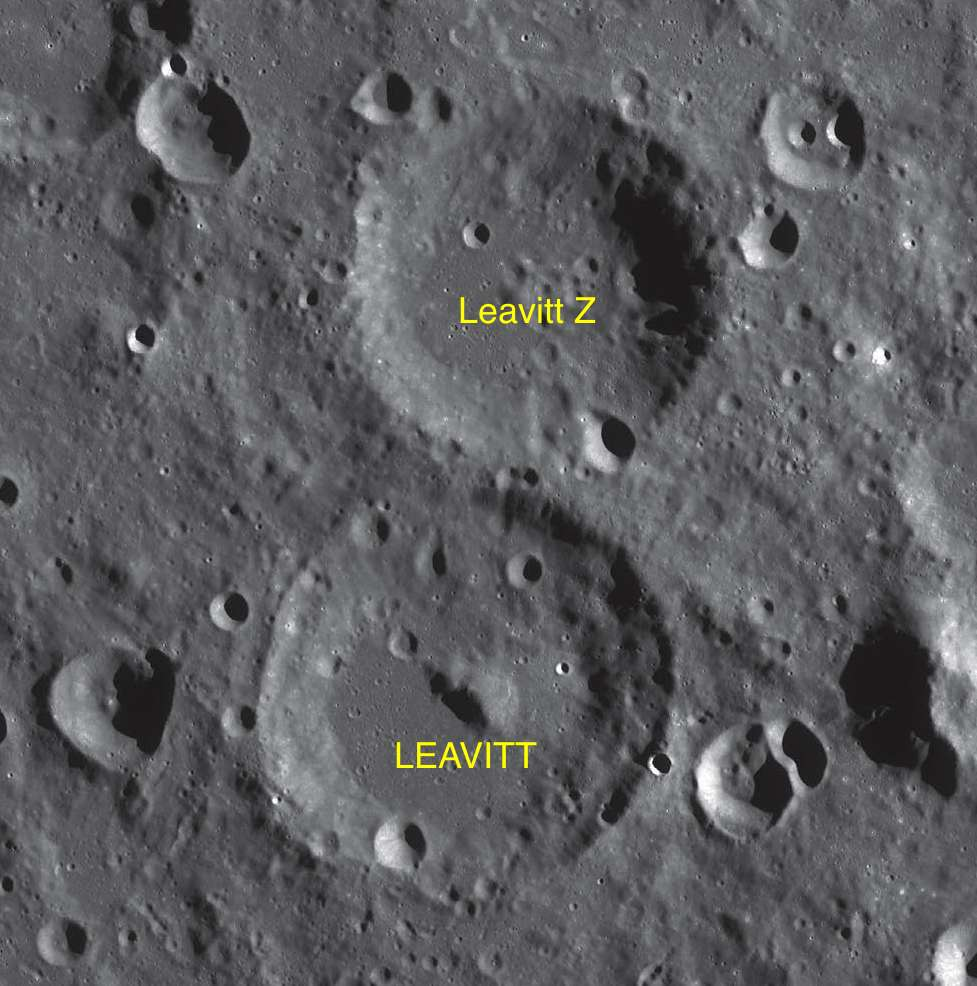
LAC-121 区域图

| 勒维特 | 纬度    | 经度     | 直径    |
| ------ | ------- | -------- | ------- |
| Z      | 42.7° S | 139.2° W | 65 公里 |

- 卫星坑勒维特 Z约形成于酒海纪[1]。

## 参引资料
1. 1 2 3 4 5  Lunar Impact Crater Database
2. ↑   (PDF).   [2017-04-29]. （原始内容存档 (PDF)于2013-02-20）.
3. ↑  Directory of the International Astronomical Union
4. ↑  Stefanie Tompkins and Carle M. Pieters (1999) Mineralogy of the lunar crust: Results from Clementine Meteoritics & Planetary Science, vol. 34, pp. 25-41 .

## 另请参阅
- Andersson, L. E.; Whitaker, E. A. . NASA RP-1097. 1982.
- Blue, Jennifer. . USGS. July 25, 2007  [2007-08-05]. （原始内容存档于2012-04-08）.
- Bussey, B.; Spudis, P. . New York: Cambridge University Press. 2004. ISBN 978-0-521-81528-4.
- Cocks, Elijah E.; Cocks, Josiah C. . Tudor Publishers. 1995. ISBN 978-0-936389-27-1.
- McDowell, Jonathan. . Jonathan's Space Report. July 15, 2007  [2007-10-24]. （原始内容存档于2012-05-26）.
- Menzel, D. H.; Minnaert, M.; Levin, B.; Dollfus, A.; Bell, B. . Space Science Reviews. 1971, 12 (2): 136–186. Bibcode:1971SSRv...12..136M. doi:10.1007/BF00171763.
- Moore, Patrick. . Sterling Publishing Co. 2001. ISBN 978-0-304-35469-6.
- Price, Fred W. . Cambridge University Press. 1988. ISBN 978-0-521-33500-3.
- Rükl, Antonín. . Kalmbach Books. 1990. ISBN 978-0-913135-17-4.
- Webb, Rev. T. W.  6th revised. Dover. 1962. ISBN 978-0-486-20917-3.
- Whitaker, Ewen A. . Cambridge University Press. 1999. ISBN 978-0-521-62248-6.
- Wlasuk, Peter T. . Springer. 2000. ISBN 978-1-85233-193-1.